# Југо (ветар)
Југо или широко (такође и јужина и шилок; итал. sirocco, scirocco) је топао и сув ветар који дува из северне Африке (углавном из Либије) и који прелазећи преко Средоземног мора постаје влажан, нарочито у јесењим месецима

## Уопштено о југу
Југо је топао и влажни ветар, који се јавља уз облачно и кишовито време. Због њега на мору настају високи таласи.
Иако најчешће дува у хладним деловима године, може дувати и лети. На јужном Јадрану најчешће се јавља од почетка јесени па до краја зиме, а на северном од краја зиме до почетка лета. Зими југо траје до девет дана, а понекада и до три недеље са прекидима. Лети у већини случајева не траје дуже од три дана. Брзина ветра се креће од 10 до 30 метара у секунди и никада не крене да дува изненада, већ своју пуну снагу постиже тек након 24 до 36 сати, а олујну јачину углавном током трећег дана. Чешће и снажније се појављује на јужном делу Јадрана него на северном.

## Врсте југа
Постоје две врсте југа:
- Циклонални југо настаје када се циклон са запада приближава Јадрану или се исти развије у Ђеновском заливу или у северном Јадрану. Најчешће настаје са развојем секундарних циклона у заветрини Алпа. Због те појаве југо почиње најпре на северном Јадрану, шири се према средњем и јужном и исто тако најпре престаје дувати на северном Јадрану. Јачина и смер кретања циклона одређује какав ће се југо развити. У већини случајева је то умерено јаки до олујно јаки југоисточни ветар (понекад дува и у налетима). Прати га густа и ниска облачност са повременим, често и јаким кишама.
- Антициклонални југо настаје под утицајем високог атмосферског притиска над источним делом Средоземља и еловањем циклоне на северном делу Европе. Најчешће се јавља у пролеће и јесен. Небо је ведро или се појаве цирокумулуси или алтокумулуси из смера запад-југозапад. Након дан или два на северном Јадрану расте облачност, падавина нема или су ретке, а атмосфера је врло тмурна због повећања количине честица прашине из пустиња северне Африке и Азије. Температура ваздуха је висока, а ваздух сиромашан влагом.

## Појаве уз југо
- југоисточни ветар минимално умерене јачине.
- дугачки и дебели морски таласи без шума и пене који понекад пристижу и пре самога ветра
- умерено топао ваздух
- ваздух је често и влажан (време је спарно)
- киша (јавља се уз циклонални југо)
- биометеоролошки услови су неповољни за неке здраве особе и болеснике
- југисточни се хоризонт обавија ниским облацима који се касније нагомилавају око врхова брда и поступно прекрију цео виши део копна, затим се и остали део неба прекрије густим, ниским облацима оловне боје. Видљивост је делимично ограничена и развијају се све већи таласи са југоистока.
- кратко време пре најјачег ветра почиње јака киша, а атмосфера је спарна и засићена воденом паром. Облаци типа фрактонимбуса брзо пролазе и нестају, а уместо њих небо се прекрива једнобојним алтостратусима или нимбусима. Са ветром се смањује количина падавина, а облаци се брзо расплињу, при томе се често сасвим изненада покаже ведро небо. Након тога следи промењиво, хладније вријеме, са умерено јаким ветровима из правца југозапада до северозапада.